# Capitulație electorală
Capitulația electorală (în latină capitulatio caesarea) reprezenta un contract scris prin care un candidat își asuma obligația de a respecta promisiunile făcute în cazul în care era ales și prin care erau stabilite cu precizie competențele și puterile sale. Capitulația electorală a existat încă din Evul Mediu.

## Alegerea regelui în Sfântul Imperiu Roman
Începând din secolul al XIII-lea regele romano-german în Sfântul Imperiu Roman era ales de principii electori care formau colegiul electoral. Începând cu alegerea regelui Carol al V-lea din 1519 principii electori înaintau viitorilor regi o capitulație electorală.
Puterile împăratului, inițial aproape nelimitate, erau restrânse și precizate exact în această capitulație electorală. Ultima capitulație electorală a fost negociată cu Francisc al II-lea după un model modern, cuprindea 314 de pagini și a reprezentat legea de bază a perioadei sale de cârmuire.
În timpul negocierilor cu Franța pentru Pacea Westfalică, a fost anulată capitulația electorală a lui Ferdinand al III-lea, privind cedarea drepturilor și proprietăților imperiale, astfel ca el să poată acorda suveranitatea deplină anumitor teritorii din Alsacia și Lorena.
„Capitulația electorală permanentă” (capitulatio perpetua) din 1711 a fost o încercare de a stabili anticipat regulile pentru viitorul rege într-o capitulație electorală anterioară. Printre altele, aceasta interzicea transformarea imperiului într-o monarhie ereditară. Principii electori încercau astfel să-și asigure propria poziție politică. Acest document nu a necesitat acordul vreunui împărat și a constituit de fapt o lege a imperiului.
În 1806 Francisc al II-lea a justificat dizolvarea Sfântului Imperiu Roman de Națiune Germană prin faptul că datorită evenimentelor istoriei (războaiele de coaliție, întemeierea Confederației Rinului), el nu-și mai putea îndeplini îndatoririle asumate prin capitulația electorală.

## Alegerea papei
La alegerile papale (din secolul al XV-lea până în secolul al XVII-lea) colegiul cardinalilor obișnuia să ceară o capitulație electorală. În 1352 a existat deja o capitulație electorală înainte de alegerea papei Inocențiu al VI-lea, dar pe care acesta nu a validat-o. 
Sinodul de la Konstanz (1414-1417) a considerat că papii rivali Grigore al XII-lea și Benedict al XIII-lea se făcuseră vinovați de încălcarea capitulației electorale. Papa Eugen al IV-lea și-a confirmat capitulația electorală printr-o bula solemnă în 1431. 
Cardinalul Jacopo Ammannati Piccolomini a raportat în legătură cu papa Paul al II-lea că imediat după alegeri, așa cum se convenise, s-a angajat să respecte capitulația sa electorală, dar ulterior i-a forțat pe cardinali să-și dea acordul pentru o revizuire substanțială a acesteia. Astăzi acordul dat anterior votului este interzis (cel mai recent în Constituția Universi Dominici gregis).

## Alegerea unui episcop
Au existat și capitulații electorale ale principilor ecleziaști care își obțineau funcția prin alegeri. Capitulația era o regulă și pentru alegerea episcopilor, iar corpul electoral era cel al catedralei respective. Capitulația electorală stabilea drepturile și îndatoririle episcopului și ale catedralei respective și făcea parte din legea de bază a principatului ecleziastic. Evoluția istorică a capitulației electorale nu a fost aceeași în toate eparhiile. De la începutul secolului al XIII-lea în toate eparhiile Sfântului Imperiu Roman capitulația electorală a jucat un rol în alegerea episcopilor. În 1695 ea a fost interzisă de papă, iar în 1698 și de împărat, cu excepția alegerii arhiepiscopului de Mainz.

## Alegerea dogelui Veneției
Capitulația electorală în alegerea dogelui venețian era numită „promisiune ducală” (promissione ducale), cea mai veche care este cunoscută datând din 1192. Promisiunea ducală era redactată înainte de alegerea unui nou doge de o comisie specială formată din funcționari, numită „Comisia promisiunilor ducale”. La alegerea sa dogele trebuia să citeze extrase din acest document, să jure că va respecta conținutul documentului și abia apoi era încoronat. Din 1595 promisiunea ducală era citită la fiecare două luni. De-a lungul secolelor acest „contract” a crescut în dimensiuni și începând din 1595 a fost tipărit. Promisiunea ducală a dogelui Marino Grimani cuprindea 108 de pagini, cea a dogelui Giovanni al II-lea Cornaro 165 de pagini, iar cea a ultimului doge, Ludovico Manin, 301 de pagini.